# Yerbogachen
Yerbogachen (en ruso: Ербогачён) es una localidad rural ubicada al norte del óblast de Irkutsk, Rusia, a orillas del río Tunguska Inferior —un afluente por la derecha del Yeniséi—. Su población en el año 2010 era de 1965 habitantes.

## Transporte

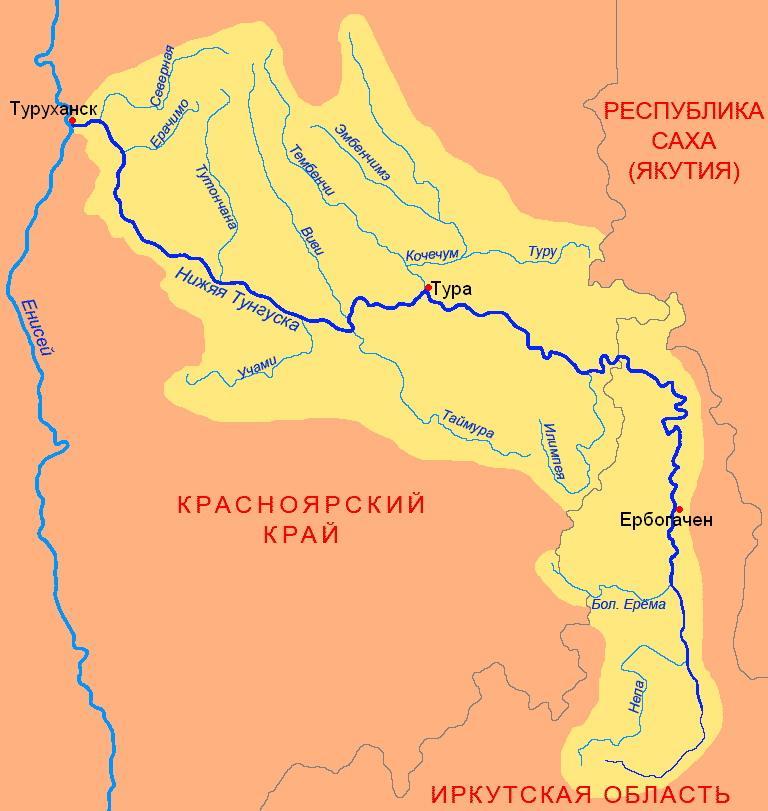
Mapa en ruso del río Tunguska Inferior (Нижняя Тунгуска) donde aparece a la derecha Yerbogachen (Ербогачён)

La localidad cuenta con un aeropuerto.

## Clima
Posee un clima subpolar, con inviernos extremadamente fríos que van de temperaturas desde los -35 °C a los -24 °C en enero, y en verano de los 10 °C a los 24 °C. Las precipitaciones son bastantes escasas, si bien significativamente mayores en verano que en cualquier otra época del año.
| Parámetros climáticos promedio de Yerbogachen (1991-2020) | Parámetros climáticos promedio de Yerbogachen (1991-2020) | Parámetros climáticos promedio de Yerbogachen (1991-2020) | Parámetros climáticos promedio de Yerbogachen (1991-2020) | Parámetros climáticos promedio de Yerbogachen (1991-2020) | Parámetros climáticos promedio de Yerbogachen (1991-2020) | Parámetros climáticos promedio de Yerbogachen (1991-2020) | Parámetros climáticos promedio de Yerbogachen (1991-2020) | Parámetros climáticos promedio de Yerbogachen (1991-2020) | Parámetros climáticos promedio de Yerbogachen (1991-2020) | Parámetros climáticos promedio de Yerbogachen (1991-2020) | Parámetros climáticos promedio de Yerbogachen (1991-2020) | Parámetros climáticos promedio de Yerbogachen (1991-2020) | Parámetros climáticos promedio de Yerbogachen (1991-2020) |
| Mes                                                       | Ene.                                                      | Feb.                                                      | Mar.                                                      | Abr.                                                      | May.                                                      | Jun.                                                      | Jul.                                                      | Ago.                                                      | Sep.                                                      | Oct.                                                      | Nov.                                                      | Dic.                                                      | Anual                                                     |
| --------------------------------------------------------- | --------------------------------------------------------- | --------------------------------------------------------- | --------------------------------------------------------- | --------------------------------------------------------- | --------------------------------------------------------- | --------------------------------------------------------- | --------------------------------------------------------- | --------------------------------------------------------- | --------------------------------------------------------- | --------------------------------------------------------- | --------------------------------------------------------- | --------------------------------------------------------- | --------------------------------------------------------- |
| Temp. máx. abs. (°C)                                      | -1.0                                                      | 3.6                                                       | 11.8                                                      | 20.3                                                      | 33.9                                                      | 38.8                                                      | 35.8                                                      | 34.1                                                      | 30.4                                                      | 20.1                                                      | 6.2                                                       | 3.4                                                       | 38.8                                                      |
| Temp. máx. media (°C)                                     | -23.9                                                     | -17.5                                                     | -6.2                                                      | 3.2                                                       | 12.1                                                      | 22.3                                                      | 24.8                                                      | 20.9                                                      | 11.2                                                      | -0.5                                                      | -15.1                                                     | -24.2                                                     | 0.6                                                       |
| Temp. media (°C)                                          | -29.0                                                     | -25.0                                                     | -14.7                                                     | -3.4                                                      | 6.0                                                       | 15.2                                                      | 17.9                                                      | 14.1                                                      | 5.5                                                       | -4.6                                                      | -20.3                                                     | -28.9                                                     | -5.6                                                      |
| Temp. mín. media (°C)                                     | -34.0                                                     | -31.7                                                     | -23.1                                                     | -10.7                                                     | -0.3                                                      | 7.7                                                       | 10.8                                                      | 7.4                                                       | 0.7                                                       | -8.7                                                      | -25.4                                                     | -33.6                                                     | -11.7                                                     |
| Temp. mín. abs. (°C)                                      | -61.2                                                     | -59.5                                                     | -53.3                                                     | -43.2                                                     | -23.6                                                     | -8.6                                                      | -3.4                                                      | -6.9                                                      | -19.8                                                     | -39.8                                                     | -54.8                                                     | -58.6                                                     | -61.2                                                     |
| Precipitación total (mm)                                  | 17                                                        | 13                                                        | 14                                                        | 20                                                        | 28                                                        | 47                                                        | 51                                                        | 47                                                        | 39                                                        | 40                                                        | 29                                                        | 21                                                        | 366                                                       |
| Nevadas (cm)                                              | 43                                                        | 50                                                        | 52                                                        | 42                                                        | 6                                                         | 0                                                         | 0                                                         | 0                                                         | 0                                                         | 6                                                         | 23                                                        | 35                                                        | 257                                                       |
| Días de lluvias (≥ 1 mm)                                  | 0                                                         | 0                                                         | 1                                                         | 6                                                         | 14                                                        | 16                                                        | 14                                                        | 13                                                        | 15                                                        | 8                                                         | 1                                                         | 0.1                                                       | 88.1                                                      |
| Días de nevadas (≥ 1 mm)                                  | 21                                                        | 19                                                        | 16                                                        | 15                                                        | 8                                                         | 0.4                                                       | 0.1                                                       | 0.03                                                      | 5                                                         | 22                                                        | 23                                                        | 22                                                        | 151.5                                                     |
| Horas de sol                                              | 38                                                        | 115                                                       | 195                                                       | 235                                                       | 257                                                       | 303                                                       | 315                                                       | 231                                                       | 145                                                       | 86                                                        | 58                                                        | 18                                                        | 1996                                                      |
| Humedad relativa (%)                                      | 77                                                        | 75                                                        | 68                                                        | 61                                                        | 57                                                        | 61                                                        | 67                                                        | 74                                                        | 74                                                        | 77                                                        | 79                                                        | 78                                                        | 70.7                                                      |
| Fuente n.º 1: Погода и климат                             |                                                           |                                                           |                                                           |                                                           |                                                           |                                                           |                                                           |                                                           |                                                           |                                                           |                                                           |                                                           |                                                           |
| Fuente n.º 2: NOAA                                        |                                                           |                                                           |                                                           |                                                           |                                                           |                                                           |                                                           |                                                           |                                                           |                                                           |                                                           |                                                           |                                                           |